# Девер Орджилл
Девер Орджилл (англ. Dever Orgill, нар. 8 березня 1990, Порт-Антоніо) — ямайський футболіст, нападник.
Виступав, зокрема, за клуби «Ванкувер Вайткепс», «Вольфсбергер» та «Марієгамн», а також національну збірну Ямайки.

## Клубна кар'єра
Народився 8 березня 1990 року в місті Порт-Антоніо. Вихованець юнацьких команд футбольних клубів «Прогрессіве» та «Ванкувер Вайткепс».
У дорослому футболі дебютував 2007 року виступами за команду клубу «Ванкувер Вайткепс», в якій провів три сезони, взявши участь у 15 матчах чемпіонату.
Своєю грою за цю команду привернув увагу представників тренерського штабу клубу «Сент Джордж», до складу якого приєднався 2010 року. Відіграв за цей клуб наступні три сезони своєї ігрової кар'єри.
До складу фінського клубу «Марієгамн» приєднався 2013 року. Відтоді встиг відіграти за команду з Марієгамна 80 матчів у національному чемпіонаті.
У листопаді 2016 приєднався до австрійського клубу «Вольфсбергер».
У 2019 році перебрався до Туреччини, де захищав кольори клубів «Анкарагюджю», «Антальяспор» та інших. Влітку 2023 року завершив кар'єру.

## Виступи за збірну
2010 року дебютував в офіційних матчах у складі національної збірної Ямайки. Наразі провів у формі головної команди країни 10 матчів.
У складі збірної був учасником розіграшу Кубка Америки 2016 року в США.

## Титули і досягнення

### Клубні
- «Ванкувер Вайткепс»

Чемпіон першого дивізіону США (1): 2008
- «Марієгамн»

Володар Кубка Фінляндії (1): 2015
Чемпіон Фінляндії (1): 2016